# Isao Sasaki
Isao Sasaki (ささきいさお?, Sasaki Isao; Tokyo, 16 maggio 1942) è un cantante, paroliere, compositore, attore e doppiatore giapponese.
È conosciuto in patria come la voce del sol levante e, negli anni '70, ha dato la voce alle sigle originali di alcuni cartoni animati come Atlas UFO Robot, Getta Robot, Gaiking il robot guerriero, Star Blazers, Kyashan il ragazzo androide e altri.
Attore e doppiatore oltre che cantante, ha prestato la voce a personaggi di anime come Star Blazers, Ginga eiyū densetsu e La battaglia dei pianeti.